# La Vierge de l'Impannata
La Vierge de l'Impannata (en italien Madonna dell'Impannata) est une peinture religieuse de Raphaël. Le tableau est actuellement conservé aux Palais Pitti à Florence (Italie). 

## Histoire
Après les années 1510, Raphaël est passé des compositions fortement synthétiques et expressives, des premières années de la décennie, à des représentations de plus en plus complexe et bien plus variées. La plupart de ces dernières peintures ont été achevées par ses élèves, car l'artiste très sollicité était de plus en plus occupé. 
Commandée à Raphaël par Bindo Altoviti pour son palais de Florence, il est réalisé vers 1513-1514, mais semble avoir attendu plusieurs années dans l’atelier  avant d’être achevé par ses assistants. Il fut transporté à Florence vers 1517 seulement.
Selon quelques critiques, les assistants auraient exécuté la peinture entière tandis que d'autres voient la touche du maître dans l'exécution de certains personnages (certains indiquent l'Enfant, sainte Élizabeth, ou les deux à la fois). Comme beaucoup d'autres tableaux de Raphaël, cette peinture a été emportée en France en 1799, à la suite du traité de Tolentino et a été rendue après le congrès de Vienne, en 1815 pour être installée au Palais Pitti à Florence.

## Thème
Il s'agit d'une Sainte Famille comme l'iconographie chrétienne le précise avec la présence, auprès de La Vierge à l'Enfant, de figures saintes de sa famille comme Élisabeth, sa tante, la mère de Jean (ici accompagnée de sainte Catherine[Laquelle ?] dont le mariage mystique futur avec le Christ  la fait entrer dans ce cercle intime).

## Description
Dans le fond, une fenêtre architecturée, visible à l'extrémité droite, est voilée d'une toile de lin (l'impannata), qui donne à la peinture son nom). Une tenture est également visible dans le fond à gauche. La Vierge et l'Enfant sont positionnés au centre de la composition. En bas à droite, le petit saint Jean, avec ses attributs, peau de bête et roseau à croix tenu de sa main droite, semble montrer la scène de son index gauche et regarde le spectateur ; il est assis sur la peau de bête mouchetée qui déborde en siège, le pied gauche posé sur un parapet dont on n'aperçoit qu'une bande étroite horizontale au bord droit du bas du tableau. L'Enfant est agrippé de sa main droite au corsage de Marie, sa main gauche posée sur son épaule, regarde sainte Catherine. Sainte Élisabeth, assise sur un tabouret ou un banc qu'on devine, et Marie tiennent simultanément l'Enfant, debout appuyant son pied droit sur la jambe d'Élisabeth. Sainte Catherine le touche de son index droit, la main gauche posée sur l'épaule de sainte Élisabeth. Le regard de Marie, pensive, semble s'égarer entre les saintes. 
Toutes ces figures saintes portent auréole discrète, elliptique et réduite à un filet brillant.

## Analyse
Peu de rouge émerge du tableau, pourtant symbole de la Passion à venir : en tissu sur le dossier du siège de Jean ? en bordure de la chemise de Marie. 

## Sources
- Voir liens externes